# Bleury
Bleury is een voormalige gemeente in het Franse departement Eure-et-Loir in de regio Centre-Val de Loire en telt 455 inwoners (2004). De plaats maakt deel uit van het arrondissement Chartres.

## Geschiedenis
Tot 1 januari 2012 was Bleury een zelfstandige gemeente. Op die datum werd het met Saint-Symphorien-le-Château samengevoegd tot de commune nouvelle Bleury-Saint-Symphorien, die op haar beurt op 1 januari 2016 fuseerde met Auneau tot de huidige gemeente Auneau-Bleury-Saint-Symphorien.

## Geografie
De oppervlakte van Bleury bedraagt 7,9 km², de bevolkingsdichtheid is 57,6 inwoners per km².
De onderstaande kaart toont de ligging van Bleury met de belangrijkste infrastructuur en aangrenzende gemeenten.

## Demografie
Onderstaande figuur toont het verloop van het inwonertal.
Auneau · Bleury · Saint-Symphorien-le-Château

Voormalige gemeente: Bleury-Saint-Symphorien